# Росси, Лауро
Лауро Росси (итал. Lauro Rossi; 19 февраля 1810 года, Мачерата, Королевство Италия — 5 мая 1885 года, Кремона, Королевство Италия) — итальянский композитор, представитель романтизма. Его имя носит муниципальный театр в Мачерате.

## Биография
Лауро Росси родился 19 февраля 1810 года в Мачерата, в королевстве Италия. В 1822 году поступил в музыкальный коллеж Сан-Себастьяно в Неаполе, где обучался музыке у Джованни Фурно, Николо Дзингарелли и Джироламо Крешентини, вместе с Винченцо Беллини, Эррико Петреллой и Федерико Риччи. По завершении образования в 1829 году написал несколько месс. Весной того же года дебютировал как оперный композитор оперой-буффа «Сельская графиня» (итал. Le contesse villane) на сцене театра Ла-Фениче в Неаполе.
С 1832 по 1834 год служил директором театра Валле в Риме, где поставил оперу «Швейцарский дезертир» (итал. Il disertore svizzero). Большой успех у публики имели его опера-буффа «Пустой дом, или Фальшивомонетчики» (итал. La casa disabilitata, o Falsi Monetari) по либретто Джакопо Феррети, премьера которой прошла в Милане в театре Ла-Скала в 1834 году и опера-семисериа «Черное домино» (итал. Domino nero) по либретто Франческо Рубино, премьера которой прошла в Милане на сцене театра Каноббьяна в 1849 году.
В 1835 году Лауро Росси покинул Неаполь и, в качестве композитора и импресарио, гастролировал с собственной оперной труппой по Мексике и Кубе. В 1843 году из-за проблем со здоровьем вернулся в Италию. С 1850 по 1870 год служил директором Миланской консерватории, а с 1870 по 1878 год — Неаполитанской консерватории.
Во время гастролей в Новом свете женился на оперной певице Изабелле Обермайер. Осенью 1851 года композитор похоронил её, и спустя два года женился во второй раз на Софии Камерерди, которая родила ему сына Эудженио и дочь Лауру, но пережил и эту жену. В 1864 году он женился в третий раз на певице Матильде Балларини.
Наряду с педагогической деятельностью, продолжал сочинять музыку. Его последние оперы «Графиня Монса» (итал.  La Contessa di Mons) и «Клеопатра» (итал. Cleopatra) также имели успех у публики и критики. В 1869 году, по приглашению Джузеппе Верди, принял участие в создании «Мессы по Россини» (итал. Messa per Rossini), реквиема на годовщину смерти композитора. Им была написана часть «Агнец Божий» (лат. Agnus Dei).
Он был избран членом академии Святой Цецилии в Гаване и прославленной академии Святой Цецилии в Риме, носил звание почётного ректора Высшей школы пения в Кремоне, являлся почётным членом многочисленных филармонических обществ Италии.
В 1882 году Лауро Росси переехал в Кремону, где умер 5 мая 1885 года.
Среди его учеников Франческо Д’Аркаис.

## Творческое наследие
Творческое наследие композитора включает 28 опер (в основном буффа), многочисленные произведения для вокала и сочинения церковной и камерной музыки. Он также является автором «Руководства по курсу гармонии и вокальной практике для студентов Миланской консерватории» (итал. Guida ad un corso di armonia pratica orale per gli allievi del Conservatorio di Milano).